# Thế kỷ 28
Thế kỷ 28 là thế kỷ trong Công Nguyên, trong lịch Gregory là khoảng thời gian từ ngày 1 tháng 1 năm 2701 cho đến ngày 31 tháng 12 năm 2800.